# 5 000 mètres féminin aux championnats du monde d'athlétisme 2001
Navigation
Séville 1999 Paris 2003

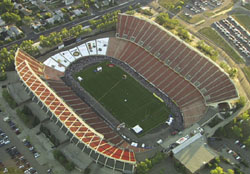

L'épreuve du 5 000 mètres féminin des championnats du monde d'athlétisme 2001 s'est déroulée les 9 et 11 août 2001 au stade du Commonwealth d'Edmonton, au Canada. Elle est remportée par la Russe Olga Yegorova.

## Résultats

### Finale
| Rang               | Athlète             | Pays          | Temps          | Notes |
| ------------------ | ------------------- | ------------- | -------------- | ----- |
| Médaille d'or      | Olga Yegorova       | Russie        | 15 min 03 s 39 |       |
| Médaille d'argent  | Marta Domínguez     | Espagne       | 15 min 06 s 59 |       |
| Médaille de bronze | Ayelech Worku       | Ethiopia      | 15 min 10 s 17 |       |
| 4                  | Yanmei Dong         | Chine         | 15 min 10 s 73 |       |
| 5                  | Irina Mikitenko     | Allemagne     | 15 min 13 s 93 |       |
| 6                  | Yelena Zadorozhnaya | Russie        | 15 min 16 s 15 |       |
| 7                  | Edith Masai         | Kenya         | 15 min 17 s 67 |       |
| 8                  | Gabriela Szabo      | Roumanie      | 15 min 19 s 55 |       |
| 9                  | Rose Cheruiyot      | Kenya         | 15 min 23 s 18 |       |
| 10                 | Tatyana Tomashova   | Russie        | 15 min 23 s 83 |       |
| 11                 | Joanne Pavey        | Great Britain | 15 min 28 s 41 |       |
| 12                 | Benita Willis       | Australie     | 15 min 36 s 75 |       |
| 13                 | Merima Denboba      | Ethiopia      | 15 min 41 s 09 |       |
| 14                 | Fatima Yvelain      | France        | 15 min 53 s 52 |       |
| 15                 | Teresa Recio        | Espagne       | 15 min 57 s 32 |       |

## Légende
Records et Performances
- AR : Record continental (area record)
- CR : Record des championnats (championship record)
- MR : Record du meeting (meet record)
- NR : Record national (national record)
- OR : Record olympique (olympic record)
- PR : Record paralympique (paralympic record)
- PB : Record personnel (personal best)
- SB : Meilleure performance personnelle de la saison (season's best)
- WL : Meilleure performance mondiale de l'année (world leader)
- WJR : Record du monde junior (world junior record)
- WR : Record du monde (world record)

Circonstances et Conditions
- DNF : N'a pas terminé (did not finish)
- DNS : N'a pas pris le départ (did not start)
- DQ : Disqualification (disqualification)
- NM : Aucun essai valable enregistré (No Mark)
- Q : Qualifié « directement » au prochain tour (ou à la prochaine compétition), lors d'une compétition majeure, grâce au classement ou à la réalisation des minima (automatic qualifier)
- q : Qualifié au prochain tour (ou à la prochaine compétition), lors d'une compétition majeure, grâce au repêchage ou à la réalisation de l'une des meilleures performances parmi celles des « non qualifiés directement » (grâce au meilleur temps ou à la meilleure distance par exemple) (secondary qualifier)